# Oeda hamulata
Oeda hamulata är en insektsart som beskrevs av Carl Stål 1869. Oeda hamulata ingår i släktet Oeda och familjen hornstritar. Inga underarter finns listade i Catalogue of Life.